# Villerest
Villerest és un municipi francès situat al departament del Loira i a la regió d'Alvèrnia-Roine-Alps. L'any 2007 tenia 4.414 habitants.

## Demografia

### Població
El 2007 la població de fet de Villerest era de 4.414 persones. Hi havia 1.656 famílies de les quals 286 eren unipersonals (103 homes vivint sols i 183 dones vivint soles), 645 parelles sense fills, 649 parelles amb fills i 76 famílies monoparentals amb fills.
La població ha evolucionat segons el següent gràfic:
Habitants censats

### Habitatges
El 2007 hi havia 1.803 habitatges, 1.689 eren l'habitatge principal de la família, 24 eren segones residències i 89 estaven desocupats. 1.695 eren cases i 104 eren apartaments. Dels 1.689 habitatges principals, 1.457 estaven ocupats pels seus propietaris, 213 estaven llogats i ocupats pels llogaters i 20 estaven cedits a títol gratuït; 3 tenien una cambra, 36 en tenien dues, 115 en tenien tres, 510 en tenien quatre i 1.025 en tenien cinc o més. 1.391 habitatges disposaven pel capbaix d'una plaça de pàrquing. A 627 habitatges hi havia un automòbil i a 981 n'hi havia dos o més.

### Piràmide de població
La piràmide de població per edats i sexe el 2009 era:
| Homes | Edats   | Dones |
| ----- | ------- | ----- |
| 0     | 95 o +  | 16    |
| 4     | 90 a 94 | 4     |
| 17    | 85 a 89 | 48    |
| 8     | 80 a 84 | 63    |
| 37    | 75 a 79 | 54    |
| 68    | 70 a 74 | 72    |
| 89    | 65 a 69 | 94    |
| 75    | 60 a 64 | 103   |
| 118   | 55 a 59 | 114   |
| 241   | 50 a 54 | 200   |
| 261   | 45 a 49 | 234   |
| 156   | 40 a 44 | 243   |
| 120   | 35 a 39 | 134   |
| 103   | 30 a 34 | 84    |
| 81    | 25 a 29 | 79    |
| 117   | 20 a 24 | 78    |
| 229   | 15 a 19 | 239   |
| 202   | 10 a 14 | 168   |
| 105   | 5 a 9   | 99    |
| 80    | 0 a 4   | 80    |

## Economia
El 2007 la població en edat de treballar era de 2.925 persones, 2.037 eren actives i 888 eren inactives. De les 2.037 persones actives 1.886 estaven ocupades (1.000 homes i 886 dones) i 152 estaven aturades (66 homes i 86 dones). De les 888 persones inactives 411 estaven jubilades, 263 estaven estudiant i 214 estaven classificades com a «altres inactius».

### Ingressos
El 2009 a Villerest hi havia 1.711 unitats fiscals que integraven 4.591,5 persones, la mediana anual d'ingressos fiscals per persona era de 19.729 €.

### Activitats econòmiques
Dels 139 establiments que hi havia el 2007, 8 eren d'empreses extractives, 1 d'una empresa alimentària, 1 d'una empresa de fabricació de material elèctric, 8 d'empreses de fabricació d'altres productes industrials, 16 d'empreses de construcció, 32 d'empreses de comerç i reparació d'automòbils, 8 d'empreses de transport, 14 d'empreses d'hostatgeria i restauració, 9 d'empreses financeres, 3 d'empreses immobiliàries, 15 d'empreses de serveis, 14 d'entitats de l'administració pública i 10 d'empreses classificades com a «altres activitats de serveis».
Dels 26 establiments de servei als particulars que hi havia el 2009, 1 era una oficina de correu, 1 una oficina bancària, 4 tallers de reparació d'automòbils i de material agrícola, 3 paletes, 2 guixaires pintors, 3 lampisteries, 3 perruqueries, 8 restaurants i 1 agència immobiliària.
Dels 5 establiments comercials que hi havia el 2009, 1 era un supermercat, 1 una fleca, 1 una botiga de roba, 1 una botiga d'equipament de la llar i 1 una botiga de material esportiu.
L'any 2000 a Villerest hi havia 18 explotacions agrícoles que ocupaven un total de 246 hectàrees.

## Equipaments sanitaris i escolars
Els 2 equipaments sanitaris que hi havia el 2009 eren farmàcies.
El 2009 hi havia 2 escoles maternals i 2 escoles elementals.

## Poblacions més properes
El següent diagrama mostra les poblacions més properes.